# Rishikesh-Reihe
Die Rishikesh-Reihe ist eine Abfolge von Yogastellungen (asana) im Hatha Yoga in der Tradition von Swami Sivananda. Sie ist benannt nach dem indischen Ort Rishikesh. Der Begriff la série de Rishikesh wurde vermutlich erstmals von André Van Lysebeth in seinem Buch J’apprends le yoga verwendet. Lysebeth lernte die Reihe in Rishikesh im Sivananda-Ashram. Außerhalb des frankophonen und des deutschsprachigen Gebietes ist der Ausdruck wenig bekannt.

## Ursprung
Die Rishikesh-Reihe wurde nach eigenen Aussagen von Swami Sivananda „gefunden“. Nach Tony Sanchez, Gründer der U.S. Yoga Association, soll Sivananda seinen Hatha Yoga zusammen mit dem indischen Hathayogi und Bodybuilder Bishnu Charan Ghosh entwickelt haben. B.C. Ghosh selbst lehrte eine Reihe von 84 Asanas.

## Aufbau
Die Reihe ist nicht exakt festgelegt und kann variieren. André Van Lysebeth hat 12 Positionen, wobei Uddiyana Bandha, Nauli und Atemübungen ebenfalls dazugehören. In anderen Traditionen sind diese Übungen, die keine eigentliche Asanas sind, nicht Bestandteil der Rishikesh-Reihe. In Deutschland wird meist eine Reihe von 12 Asanas gelehrt.

### Die Rishikesh-Reihe nach André von Lysebeth
| Die Asana-Reihe von Rishikesh Série de Rishikesh | Die Asana-Reihe von Rishikesh Série de Rishikesh | Die Asana-Reihe von Rishikesh Série de Rishikesh | Die Asana-Reihe von Rishikesh Série de Rishikesh | Die Asana-Reihe von Rishikesh Série de Rishikesh | Die Asana-Reihe von Rishikesh Série de Rishikesh |
| ------------------------------------------------ | ------------------------------------------------ | ------------------------------------------------ | ------------------------------------------------ | ------------------------------------------------ | ------------------------------------------------ |
| Nr.                                              | Asana Sanskritname                               | Asana Französischer Name                         | Stellung Deutscher Name                          | Dauer                                            | Bild                                             |
| 1.                                               | Sarvangasana                                     | Chandelle                                        | Schulterstand                                    | 1 Minute                                         |                                                  |
| 2.                                               | Halasana                                         | Charrue                                          | Pflug                                            | 2 Minuten einschl. dyn. Phase                    |                                                  |
| 3.                                               | Matsyasana                                       | Poisson                                          | Fisch                                            | 1 Minute                                         |                                                  |
| 4.                                               | Pashchimottanasana                               | Pince                                            | Zange                                            | 2 Minuten                                        |                                                  |
| 5.                                               | Bhujangasana                                     | le Cobra                                         | Kobra                                            | 1 Minute einschl. dyn. Phase                     |                                                  |
| 6.                                               | Shalabhasana                                     | Sauterelle                                       | Heuschrecke                                      | 1 Minute                                         |                                                  |
| 7.                                               | Dhanurasana                                      | Arc                                              | Bogen                                            | 1/2 Minute                                       |                                                  |
| 8.                                               | Ardha Matsyendrasana                             | Torsion                                          | Halber Drehsitz                                  | 1 Minute                                         |                                                  |
| 9.                                               | Shirshasana                                      | Pose sur la Tete                                 | Kopfstand                                        | 1 bis 10 Minuten oder mehr                       |                                                  |
| 10.                                              | Uddiyana Bandha oder Nauli                       |                                                  |                                                  | 1 bis 2 Minuten                                  |                                                  |
| 11.                                              | Pranayama                                        | Respirations                                     | Atmung                                           | 3 Minuten                                        |                                                  |
| 12.                                              | Shavasana                                        | Relaxation                                       | Entspannungslage                                 | 3 Minuten                                        |                                                  |